# Drumuillie
Drumuillie is een dorp ongeveer 2 kilometer ten noorden van Boat of Garten en ongeveer 16 kilometer ten noordoosten van Aviemore in de Schotse lieutenancy Inverness in het raadsgebied Highland.